# Wasilij Kulikow
Wasilij Pawłowicz Kulikow (ros. Василий Павлович Куликов, ur. 17 grudnia 1892 we wsi Buszuicha w guberni wołogodzkiej, zm. 16 sierpnia 1941 w łagrze) – radziecki polityk.

## Życiorys
W 1913 wstąpił do SDPRR(b), w 1915 został aresztowany, po rewolucji październikowej został wojskowym komendantem Saratowa, później przewodniczącym saratowskiej gubernialnej rady związków zawodowych. W 1919 był przewodniczącym Wojskowo-Rewolucyjnego Trybunału Frontu Południowo-Zachodniego, od 10 grudnia 1926 do 27 lipca 1929 pełnił funkcję sekretarza odpowiedzialnego Komitetu Obwodowego WKP(b) Maryjskiego Obwodu Autonomicznego, a 1929-1930 przewodniczącego Tatarskiej Obwodowej Rady Związków Zawodowych. W latach 1936–1937 był II sekretarzem Sachalińskiego Komitetu Obwodowego WKP(b), od stycznia do maja 1937 przewodniczącym Komitetu Wykonawczego Sachalińskiej Rady Obwodowej, później krótko przewodniczącym Komitetu Wykonawczego Ziejskiej Rady Obwodowej. W okresie wielkiego terroru został aresztowany i 11 czerwca 1940 skazany na 8 lat pozbawienia wolności, zmarł w łagrze.